# فلافيو سالا
فلافيو سالا (بالإيطالية: Flavio Sala)‏ هو عازف قيثارة إيطالي، ولد في 9 مايو 1983 في بويانو في إيطاليا.